# Damião António Franklin
Damião António Franklin (Cabinda, Angola, 6 d'agost de 1950 - Sud-àfrica, 28 d'abril de 2014) fou un prelat angolès, arquebisbe de Luanda. D'octubre de 2003 fins al 20 de novembre de 2009 fou president de la Conferència Episcopal d'Angola i São Tomé (CEAST). També fou rector de la Universitat Catòlica d'Angola (UCAN).

## Biografia
Va néixer a Cabinda i fou ordenat sacerdot en juny de 1978. En maig de 1982 fou nomenat bisbe auxiliar de Luanda i bisbe titular de Falerone. Va rebre la consagració episcopal el 12 de juliol a partir d'Alexandre do Nascimento, amb l'arquebisbe Eduardo Muaca i Félix del Blanco Prieto com a co-consagrants.
Posteriorment fou nomenat arquebisbe de Luanda, el 23 de gener de 2001. Va lamentar la corrupció a Angola, dient: "Gran part de la riquesa d'Angola es gasta en armament. Una continua extravagància amb aquest nou palau presidencial, que quasi mai és utilitzat. Gran sumes simplement desapareixen, en man privades."
Abans de les eleccions legislatives d'Angola de 2008, les primeres eleccions angoleses des de 1992 quan es va desencadenar la segona fase de la Guerra Civil angolesa, va declarar: "la millor manera d'evitar la guerra és fer les eleccions en una forma incontestablement lliures, justes i transparents. És importants que els partits polítics continuïn col·laborant amb les esglésies, amb vista a sensibilitzar la societat per a una major participació en el procés electoral."
Va servir com a secretari de Peter Kodwo Appiah Turkson al Sínode Especial dels Bisbes para a África em Outubro de 2009.
Fou durant molts anys Rector de la Universitat Catòlica d'Angola. Va renunciar a aquestes funcions, voluntàriament, per raons de salut, en juny de 2013. Va morir a Sud-àfrica el 28 d'abril de 2014.